# Huis Anhalt-Köthen-Pleß
Het Huis Anhalt-Köthen-Pleß was van 1765 tot 1830 een secundogenituur (jongere zijlinie) van het huis Anhalt-Köthen.
Het secundogenituur ontstond toen de hoofdtak van het huis Anhalt-Köthen in 1818 uitstierf. Hierop viel de regering van de heerlijkheid aan vorst Ferdinand. Zijn jongere broer Hendrik werd daarop  heer van Pleß. Na de dood van hertog Ferdinand in 1830 volgde Hendrik hem op als hertog. Omdat er geen mannelijke familieleden meer waren, stierf het huis uit en dit betekende ook het einde van de secundogenituur. 